# Montigny (Loiret)
Montigny – miejscowość i gmina we Francji, w Regionie Centralnym, w departamencie Loiret.
Według danych na rok 1990 gminę zamieszkiwały 202 osoby, a gęstość zaludnienia wynosiła 38 osób/km² (wśród 1842 gmin Centre, Montigny plasuje się na 937. miejscu pod względem liczby ludności, natomiast pod względem powierzchni na miejscu 1350.).